# WASP-18
WASP-18 ist ein Stern mit einer scheinbaren visuellen Helligkeit von 9,3 mag im Sternbild Phönix.

## Das Planetensystem
2009 wurde im SuperWASP-Projekt angekündigt, dass ein sehr großer Exoplanet (10 Jupitermassen) des Typs Hot Jupiter existiert, der die Bezeichnung WASP-18 b erhielt und auf einer sehr nahen Umlaufbahn den Zentralstern mit einer Umlaufzeit von weniger als 1 Tag umkreist.